# Cymbidium oblancifolium
Cymbidium oblancifolium är en orkidéart som beskrevs av Zhong Jian Liu och Sing Chi Chen. Cymbidium oblancifolium ingår i släktet Cymbidium, och familjen orkidéer. Inga underarter finns listade i Catalogue of Life.